# گل‌کوب دورنگ
گل‌کوب دورنگ (نام علمی: Dicaeum bicolor) نام یک گونه از سرده گل‌کوب‌های اصلی است.